# Ian McMillan
Ian McMillan, właśc. John Livingstone McMillan (ur. 18 marca 1931 w Airdrie, zm. 14 lutego 2024) – szkocki piłkarz występujący na pozycji napastnika oraz trener.

## Kariera klubowa
McMillan rozpoczął swoją karierę w 1948 roku w klubie Airdrieonians, występującym  w Scottish Division B. W sezonie 1949/1950 awansował z nim do Division A. W sezonie 1953/1954 zespół spadł do Division B, jednak już w następnych rozgrywkach powrócił do Division A.
W 1958 roku przeniósł się do zespołu Rangers. W ciągu sześciu spędzonych tam lat, zdobył cztery mistrzostwa Szkocji (1959, 1961, 1963, 1964), a także triumfował czterokrotnie w Pucharze Szkocji (1960, 1962, 1963, 1964) oraz trzykrotnie w Pucharze Ligi Szkockiej (1961, 1962, 1964). W 1961 roku wraz z Rangers dotarł do finału Pucharu Zdobywców Pucharów, przegranego jednak z Fiorentiną.
W 1964 roku wrócił do Airdrieonians, z którym w sezonie 1964/1965 spadł z Division One do Division Two. W 1966 roku zakończył swoją piłkarską karierę.

## Kariera reprezentacyjna
W reprezentacji Szkocji McMillan zadebiutował 5 kwietnia 1952 w przegranym 1:2 pojedynku British Home Championship z Anglią. 30 kwietnia 1952, podczas wygranego 6:0 towarzyskiego spotkania ze Stanami Zjednoczonymi, strzelił dwa gole, który jednocześnie stanowiły jego jedyne trafienia w barwach reprezentacji.
W 1954 roku został powołany do kadry na mistrzostwa świata. Nie zagrał jednak na nich w żadnym meczu, a Szkocja zakończyła turniej na fazie grupowej.
W latach 1952–1961 w drużynie narodowej rozegrał 6 spotkań i zdobył 2 bramki.

## Kariera trenerska
Jako trener McMillan dwukrotnie trenował zespół Airdrieonians. W 1975 roku doprowadził go do finału Pucharu Szkocji, w którym drużyna Airdrieonians został pokonana 3:1 przez Celtic.